# Юровский, Владимир Михайлович (дирижёр)
Влади́мир Миха́йлович Юровский (род. 4 апреля 1972, Москва) — российский и немецкий дирижёр. Художественный руководитель симфонического оркестра Берлинского радио и музыкальный руководитель Баварской оперы.

## Биография

### Семья
Родился в музыкальной еврейской семье. Сын дирижёра Михаила Владимировича Юровского и Элеоноры Дмитриевны Таратуты, внук композитора Владимира Юровского. Его прадед, Давид Семёнович Блок, также был дирижёром.
Младший брат — дирижёр Дмитрий Юровский (род. 1979); сестра — Мария Дрибински (Юровская), пианистка и музыкальный педагог.
Троюродный брат — пианист Денис Мацуев (его дед, перкуссионист Иркутского цирка Дмитрий Леонидович Гомельский, и бабушка Владимира Юровского Анна Леонидовна Гомельская — родные брат и сестра).
Женат, имеет двоих детей: сына Юрия и дочь Марту; семья проживает в Берлине.

### Творческая карьера
В 1987—1990 годах учился на теоретическом отделении Музыкального училища при Московской консерватории. Однокурсником по училищу был композитор и музыковед Антон Сафронов, написавший в 2010-х годах ряд аннотаций к программам концертов Юровского в Московской филармонии.
В 1990 году вместе с родителями, братом и сестрой эмигрировал в Германию, где продолжил обучение в Дрезденской Высшей школе музыки, затем у Рольфа Ройтера в Берлинской Высшей школе музыки имени Эйслера.
Дебютировал на международном уровне в 1995 году на Вексфордском оперном фестивале в Ирландии постановкой оперы Н. А. Римского-Корсакова «Майская ночь».
В 1996—2000 годах — дирижёр берлинской Komische Oper, в 2001—2013 и с 2017 года — художественный руководитель Глайндборнского оперного фестиваля.
Как оперный дирижёр сотрудничал с Оперой Бастилии (Париж), театрами Ла Скала (Милан) и Ла Фениче (Венеция), Метрополитен Опера (Нью-Йорк) и другими ведущими оперными сценами мира.
Наряду с традиционным репертуаром («Евгений Онегин» и «Пиковая дама» Чайковского, «Волшебная флейта» Моцарта, «Риголетто» и «Отелло» Верди, «Богема» и «Турандот» Пуччини, «Парсифаль» Вагнера и мн. др.) на счету Юровского несколько нерядовых событий в истории оперы: в частности, концертная премьера полной версии оперы Владимира Мартынова «Vita Nuova».
С 2017 года стал главным дирижёром оркестра Берлинского радио, контракт с которым рассчитан до конца сезона 2022/23. В марте 2018 года получил назначение на должность генеральмузикдиректора Баварской государственной оперы, контракт вступит в силу с начала сезона 2021/22. В связи с этим Владимир летом 2019 года сообщил, что не будет продлевать контракт с Лондонским филармоническим оркестром, который истекает летом 2021 года. В октябре 2019 года Юровский анонсировал уход с поста художественного руководителя Госоркестра России имени Е. Ф. Светланова, объяснив это серьёзной загруженностью в Баварской опере.

## Концертная деятельность
Как симфонический дирижёр Юровский связан с Лондонским филармоническим оркестром (основной оркестр Глайндборнского фестиваля) и Госоркестром России. С 2013 года совместно с Госоркестром проводит в Москве циклы просветительских концертов. Автор ИД «Коммерсантъ» Юлия Бедерова охарактеризовала концерты 2015 года, посвящённые 70-летию окончания Второй мировой войны, как «трагический антивоенный цикл, беспрецедентный по масштабам, значению, эксклюзивности репертуара и силе воздействия на публику».
С Лондонским филармоническим оркестром Юровский дебютировал в декабре 2001 года, заменив Юрия Темирканова. В 2003 году Владимир занял пост главного приглашённого дирижёра оркестра, а в сентябре 2007 года — возглавил его. В 2016 году дирижёр привозил Лондонский филармонический оркестр на международный фестиваль имени Мстислава Ростроповича в Москве, посвятив выступление 60-летию первых гастролей оркестра в СССР.
Юровский является одним из «главных художников» (англ. principal artists) Оркестра века Просвещения, традиционно не имеющего главного дирижёра, и членом дирижёрской коллегии Российского национального оркестра.
Неоднократно выступал с другими ведущими оркестрами мира — с Филадельфийским оркестром, Филармоническим оркестром Осло, Дрезденской государственной капеллой, амстердамским Концертгебау.
C 24 октября 2011 года по 1 июля 2021 года Юровский — художественный руководитель Государственного академического симфонического оркестра России имени Е. Ф. Светланова. С Госоркестром дирижёр исполнял редкие для России сочинения классиков XX века (Белы Бартока, Арнольда Шёнберга, Эдисона Денисова, Оливье Мессиана, Бенджамина Бриттена, Богуслава Мартину, Альбана Берга, Карла Орфа, Игоря Стравинского, Сергея Прокофьева, Джона Тавенера) и других авторов (Антона Батагова, Арво Пярта, Валентина Сильвестрова, Александра Вустина, Сергея Слонимского). После ухода с поста художественного руководителя Владимир продолжил сотрудничество с Госоркестром в качестве почётного дирижёра, выступая совместно со своим преемником.
Автор «Независимой газеты» Андрей Хрипин о творчестве дирижёра написал, что:

Юровский не без оснований претендует на то, чтобы, подобно всем большим дирижёрам (от Тосканини до Аббадо), называться настоящим универсалом без границ между оперой и другими жанрами музыки (как тут не вспомнить его глайндбурнскую «Летучую мышь», а по контрасту — сложные московские программы от Пярта до Адамса, в которых он не ищет лёгких путей к народной любви).

После 24 февраля 2022 года прекратил работу в России.

## Награды
- В 2000 году Юровский был удостоен Премии Франко Аббьяти как лучший дирижёр года, в 2004 г. BBC Music Magazine назвал его в числе самых талантливых молодых дирижёров мира[23].
- В 2007 году стал обладателем премии Королевского филармонического общества[англ.] Великобритании.
- В марте 2016 года получил почётную докторскую степень Лондонского королевского колледжа музыки[24].
- Почётный профессор МГУ (2016 год)[25].
- Великий офицер ордена «За заслуги перед культурой»[рум.] в категории B «Музыка» (2020 год, Румыния)[26]
- В октябре 2022 года стал лауреатом премии Opus Klassik[нем.] в номинации «Дирижёр года».
- В феврале 2024 года стал рыцарем-командором Превосходнейшего ордена Британской империи[27].